# المعاملات من نظير إلى نظير
المعاملات من نظير إلى نظير (بالإنجليزية: Peer-to-peer transaction)‏ هي تحويلات مالية إلكترونية تتم من شخص إلى آخر من خلال وسيط، ويشار إليها عادةً باسم تطبيق الدفع بي تو بي (بالإنجليزية: P2P)‏. يمكن إرسال واستلام مدفوعات من نظير إلي نظير عبر جهاز محمول أو أي كمبيوتر منزلي متصل بالإنترنت، مما يوفر بديلاً مناسبًا لطرق الدفع التقليدية.
من خلال تطبيق الدفع من نظير إلى نظير، يتم ربط حساب كل فرد بواحد أو أكثر من الحسابات البنكية للمستخدم. عند حدوث معاملة، يقوم رصيد الحساب في التطبيق بتسجيل المعاملة ويقوم إما بإرسال الأموال أو سحبها مباشرة إلى الحساب البنكي للمستخدم أو تخزينها في حساب المستخدم داخل التطبيق.
منذ بداية هذا المفهوم، قامت العديد من الكيانات التجارية بتطوير قدرات معاملات من نظير إلي نظير، مما أدى إلى زيادة المنافسة في الفضاء والراحة المقدمة للمستهلك. كما أدى انتشار الأجهزة المحمولة إلى تكييف تطبيقات الدفع من نظير إلى نظير لتصبح أكثر ملاءمة للمستخدمين.